# Euthera tuckeri
Euthera tuckeri là một loài ruồi trong họ Tachinidae.